# Alsó-pannoniai grófság
Az Alsó-pannoniai grófság vagy Pannonia inferior/ulterior a Frank Birodalom, majd a Keleti Frank Királyság Pannónia egy részére kiterjedő határőrgófsága, középpontban Mosaburggal. A Nyitrai Fejedelemség éléről elűzött Pribina, majd fia, Kocel vezette a 9. század közepén, az utolsó katonai kormányzója pedig Braszlav volt. A területet a Dunántúl többi részéhez, a Bécsi-medencéhez és a Dráva-Száva-közéhez hasonlóan 899 és 907 között birtokba vették a honfoglaló magyarok.

## Története

### Kialakulása

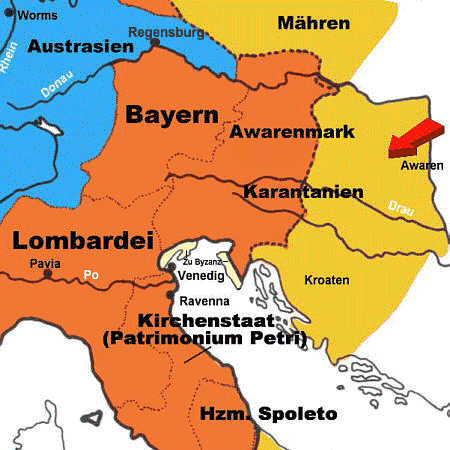
A Frank Birodalom terjeszkedése Nagy Károly idején, 800 körül

Egyes elképzelések szerint az Avar Kaganátus dunántúli részei a harmadik legfontosabb avar méltóság, a tudun fennhatósága alá tartoztak. Az Annales Regni Francorum tudósítása szerint 795-ben belháború tört ki az avarok között, amelynek során megölték a kagánt és a jugurrust.  Az Erich friauli herceg vezette frank sereg 795 őszén kifosztotta a kagáni kincstárat, részben ennek hatására  a tudun Aachenbe utazott, behódolt Nagy Károlynak és megkeresztelkedett. 796 nyarán Pipin itáliai király indult a kagán székhelye ellen. A Dunánál letáborozott, majd sikeres tárgyalások után békésen átkeltek a Dunán, ahol a kagán kíséretének tagjaival, a tarkánokkal együtt behódolt neki. Pipin a provinciát a keresztény térítés szempontjából három részre osztotta. A kagántól kapott újabb kincseket ezután magával vitte. 797-ben azonban a tudun és pannóniai avarok fellázadtak, megölték friauli Erichet és Gerold bajor kormányzót. 803-ig tartottak a harcok, amikor a tudun békét ajánlott, mivel Krum bolgár kán délkelet felől megtámadta a kagán országrészét és a Dunától keletre eső avar területeket meghódította.
803-ban Nagy Károly Regensburgban fogadta a meghódoló avarokat és szlávokat, továbbá megerősítette az un. provincia Avarorum Pipin általi egyházi felosztását. A Rábától nyugatra eső területeket a Felső-Pannoniai őrgrófsághoz csatolta, térítés szempontjából a Passaui Püspökség alá rendelte. Krajnát, valamint a Száva–Dráva közét, a későbbi Szlavóniai hercegség területét az Aquileiai Patriarchátusra bízta. Végül a Rába–Duna–Dráva által körülzárt részt, a későbbi Alsó-pannoniai grófság területét a Salzburgi Érsekség kapta. A szomszédban, a Duna bal partján az Elba és a Garam között lakó szlávok térítése a Regensburgi Püspökségre hárult. Sok avar menekült ekkor Pannóniába, ahol a frankok adófizetői lettek, de belső önállóságukat megtartották. Pannóniában kagánt választottak, aki hűséget esküdött Nagy Károlynak. 811-ben a frankok csapatokat küldtek a kagán segítségére a szlávok ellen, amit a kagán személyesen köszönt meg Aachenben.
Arno salzburgi érsek (785–821) kérésére Károly Pannoniában a Salzburgnak alárendelt püspökséget hozott létre 798–799 fordulóján, első püspökéül Theoderiket nevezte ki, akit Arno szentelt püspökké. Theoderik térítő vándorpüspök volt, székhely nélkül. Theoderik Karintia területére is segédpüspöki megbízást kapott Arnótól, de működésének zöme nem a már megtérített karintiai karantánok hanem Pannónia felé irányult. Theoderik halála után már Adalram salzburgi érsek (821–836) idején Ottó kapott püspöki megbízást, Liutpram (836–859) és Adalwin (859–873) érsekek idején pedig Osbaldus.

### Átszervezése
Német Lajos 828 elején (a bolgár háborúk lezárulásával összefüggésben) átszervezte a Frank Birodalom délkeleti határvidékének közigazgatását. Három grófság jött létre: a Duna-Rába közti, az ettől délre fekvő savariai vagy sabariai és a délkeleti mosaburgi. Míg korábban a Siscia központú területet hívták Pannonia inferiornak, az új Alsó-Pannonia a Karoling kor végéig a Rába és a Dráva közötti terület lett.
833-ban I. Mojmír megtámadta a Nyitrai Fejedelemséget, elűzve éléről Pribinát (Priwina), helyére saját unokaöccsét, Rasztiszlávot ültetve. Pribina fiával, Kocellel együtt előbb a frankokhoz, majd a bolgárokhoz menekült. A frankok hűbéresénél, Ratimir szlavóniai fejedelemnél töltött egy kis időt, aki egy 838-as hadjáratot követően újból meghódolt a frankoknak. Pribina 838 után behódolt Német Lajosnak, aki előbb a Zala-vidék rang nélküli hűbéresévé nevezte ki, majd 847-ben Alsó-Pannonia grófjává (comes) emelte. A század eleji frank–avar háború miatt csak gyér szláv–avar lakossággal rendelkező Pannoniába Pribina idején sok bajor telepes érkezett, falvakat és templomokat építettek, a szlávok között is jelentősen előrehaladt a térítés a Salzburgi Érsekség térítőpüspökei irányításával. Mindezek eredményeképpen Pannonia Mosaburg központtal önálló esperesség lett a Salzburgi Érsekség területén belül. A Conversio Bagoariorum et Carantanorum szerint Pribina grófi tisztsége és Mosaburg Kocelre szállt „apja halála után, akit a morvák megöltek.” Ebből sokan azt a következtetést vonták le, hogy a frank hűbéresként Rasztiszláv ellen vívott csatában vesztette életét (861), azonban erre nem utal forrás.
Pribinát fia, Kocel követte a terület élén. 869-ben II. Adorján pápa Metódot Pannoniába küldte és Morvaországhoz hasonlóan itt is engedélyezte neki a szláv liturgiát. 870-ben azután kinevezte sirmiumi püspöknek és pannóniai érseknek, bár sirmiumi székhelyét Metód nem tudta elfoglalni, mivel az bolgár terület volt, és éppen ebben az évben szervezték meg a bolgár ortodox egyházat egy metropolita irányításával 10 püspökségre osztva Bulgáriát. Metód kinevezése és a szláv liturgia sértette a salzburgi érsekséget ezért Metódot két és fél évre börtönbe zárták, ahonnan csak 873-ban szabadult. Ekkor Kocel már nem élt, utóda Pannónia élén, a frankok által kinevezett Gozwin pedig nem támogatta őt, ezért Metódnak a Morva Fejedelemségbe kellett távoznia, bár névleges megtarthatta pannoniai érseki címét.
Arnulf karintiai és pannonia hercegsége, majd keleti frank királysága idején Pannonia a birodalom szerves részévé vált, Mosaburg lett valószínűleg Arnulf egyik legfontosabb székhelye. Amikor Arnulfot 896-ban császárrá koronázták, Pannoniát Braszlavra, Szlavónia duxára bízta.

## Alsó-Pannonia adminisztratív vezetőinek listája
| Név              | Hivatalban volt | Megjegyzés                                            |
| ---------------- | --------------- | ----------------------------------------------------- |
| avar tudun       | 795 előtt       | az avar kagán fősége alatt                            |
| avar tudun       | 795 – 805       | frank hűbérben (796–803-ig lázadás)                   |
| avar kagán       | 805 – 811 után  | frank hűbérben                                        |
| Pribina          | 840? – 861      | 847-ig rang nélkül, 847-től hűbéres comesként         |
| Kocel (* 833 k.) | 861 – 873 előtt | Pribina fia, ténylegesen 862-től                      |
| Gozwin           |                 |                                                       |
| Arnulf           | 876 – 884       | Karintia és Pannonia hercege                          |
| Arnulf           | 887 – 896       | keleti frank király, egyik királyi székhelye Mosaburg |
| Braszlav         | 892 –           | megbízott kormányzó                                   |